# Heilig-Kreuz-Kirche (Sommerrain)

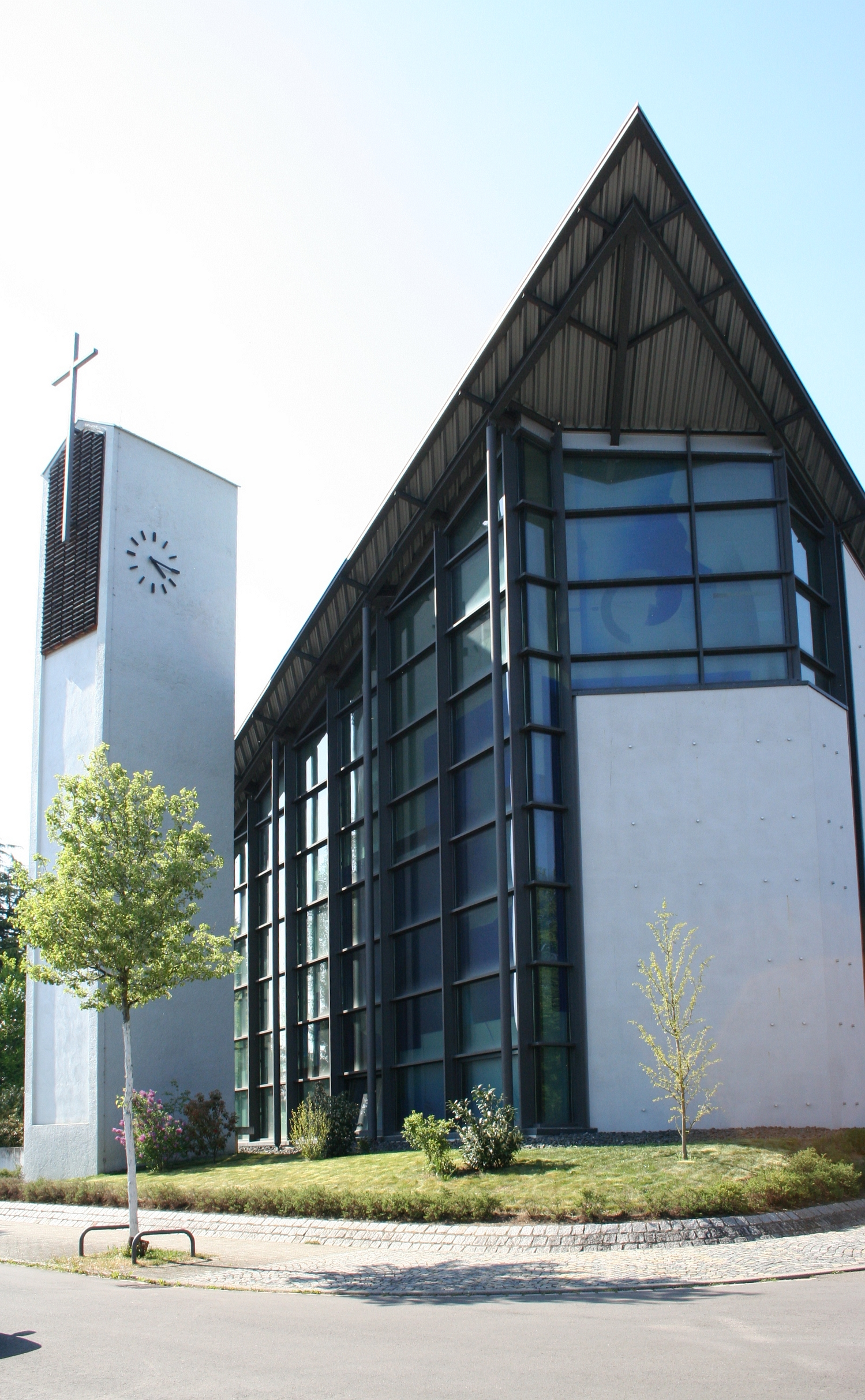
Heutige Heilig-Kreuz-Kirche in Stuttgart-Sommerrain

Die Heilig-Kreuz-Kirche im Stadtteil Sommerrain im Stuttgarter Stadtbezirk Bad Cannstatt wurde am 29. März 1998 als letztes katholisches Gotteshaus im 20. Jahrhundert in der Diözese Rottenburg-Stuttgart von Bischof Walter Kasper geweiht. Zugunsten des Neubaus wurde 1997 ein Vorgängerbau abgerissen, der 1954–55 durch die Architekten Günter Behnisch und Bruno Lambart geplant wurde (Ausführung 1958 unter anderer Leitung). Einzig der freistehende Kirchturm blieb erhalten.
Die Planung und Gestaltung des Neubaus lag in den Händen von Wolfgang Liese-Grässer (Architektur), Bernhard Huber (Kunstverglasung) und Rudolf Kurz (Altarraum). Am Ende des 20. Jahrhunderts wählten die Künstler die Materialien Stahl, Beton und Glas, die diese Epoche prägten. Der Bau ist aus Stahlbeton errichtet, und aus Stahl bestehen auch Ambo und Tabernakel sowie in teilen der Altar; der Ambo des Vorgängerbaus steht heute als Grundstein vor dem Pfarrgarten. Das 15 Meter hohe, dreieckige Dach der Kirche ist asymmetrisch gestaltet, es steigt vom niedrigsten Punkt beim Haupteingang an und erreicht seine größte Höhe von rund 15 Metern über dem Altarraum. Die eher nüchternen und kalt wirkenden Materialien Stahl und Beton werden im Inneren der Kirche durch die bunten Glasfenster in ein helles, freundliches, weißes und blaues Licht getaucht. Das durch das Rundfenster der Fassade in das Kircheninnere hineinragende Stahlkreuz stört bewusst die Harmonie des Raumes. Es soll daran erinnern, dass der Mensch in seinem Leben auch Leid, Krankheit und Tod erfahren muss. Doch eine Linie, die aus der Mitte des Rundfensters unter dem Taufbecken hindurch, den Mittelgang bis zum Altar, zum Kreuz und durch das Auferstehungsfenster bis zur Dachspitze hin verläuft, verweist auf die Erlösung durch Christus.
Priester der Heilig-Kreuz-Gemeinde waren Alois Rölli (1946–1963), Walter Hetzel (1963–1993), Michael H.F. Brock (1994–2001), Karl-Hanns Haas (2001–2008) sowie Oliver Lahl (2010–2017).
Seit 1. Februar 2017 ist Ludwig Mattes leitender Pfarrer der Seelsorgeeinheit „Stuttgarter Madonna“ und hat seinen Wohnsitz im Pfarrhaus Heilig Kreuz in Sommerrain.
Im Frühjahr 2020 wurde das Kirchengebäude einer grundlegenden Instandhaltung unterzogen. Hierzu gehörten unter anderem die Umstellung der gesamten Beleuchtung auf LED-Technik, umfassende Malerarbeiten im Innenraum sowie der Endausbau der Orgel. Das Instrument wurde 1998 von der Firma Rensch gebaut. Sie hat 2 Manuale und nach dem Endausbau 16 Register.